# Pedro Burgos
Pedro Burgos  (Rosario, 1 de agosto de 1776 - Buenos Aires, 3 de febrero de 1852) fue un militar argentino, uno de los más destacados oficiales al servicio de Juan Manuel de Rosas.

## Biografía
Se dedicó a tareas rurales en su juventud, y fue soldado del caudillo santafesino Estanislao López. Es posible que haya participado en las batallas de Cepeda y Cañada de la Cruz.
Pasó a servir en el ejército porteño en algún momento del año 1820, y prestó servicios en la línea de fortines. En 1825 acompañó al entonces coronel Juan Manuel de Rosas en la expedición a la Sierra del Volcán, como oficial del regimiento de Colorados del Monte. Se estableció en Chascomús, como hacendado enfiteuta – y después propietario – de una estancia.
En 1828 y 1829 luchó contra los unitarios de Juan Lavalle, combatiendo en las batallas de Navarro, y Puente de Márquez. En 1830 fue nombrado segundo jefe del Regimiento de Caballería Número 5, con sede en Ranchos y Chascomús; su jefe era el coronel Narciso del Valle.
Por encargo de Rosas, y como parte de la campaña al desierto, en diciembre de 1832 dirigió una pequeña columna, con la que fundó el Fuerte Federación en el arroyo que los indios llamaban Calfucó, y que él llamó arroyo Azul. Tuvo que hacer frente a las tribus indígenas, que en sucesivos malones intentaron recuperar ese lugar clave de sus comunicaciones y aguadas, pero Burgos resistió. Junto al fuerte de San Serapio Mártir de Azul fundó el pueblo, actual ciudad de Azul. Tuvo un crecimiento muy fuerte, tanto que hasta fines del siglo XIX era el pueblo más grande del sur de la provincia.
En 1839 combatió en la batalla de Chascomús contra los Libres del sur, y la victoria le valió el ascenso al grado coronel. Fue uno de los oficiales más decididos por el partido de Rosas, que lo consideraba su amigo.
En 1845 pasó a ser comandante del cuartel general de Santos Lugares. Al año siguiente volvió a Azul, pero tuvo que renunciar al mando militar por una enfermedad grave, que no especificó. Volvería al mando de Santos Lugares a fines de 1848, después del fusilamiento de Camila O'Gorman y del cura Ladislao Gutiérrez.
Murió el día 3 de febrero de 1852, cuando se desarrollaba la batalla de Caseros. Sin embargo, Pedro Burgos no participó de la lucha. Estaba enfermo y murió en su hogar el mismo día que su "compadre" fue derrotado.